# Armand Gouffé
Armand Gouffé (Parigi, 22 marzo 1775 – Beaune, 19 ottobre 1845) è stato un poeta e compositore francese.

## Carriera
Assunto come dipendente del Ministero delle finanze, poco dopo diventò vice capo. Afflitto da una salute cagionevole e incline alla tristezza, fu comunque uno dei poeti più gioiosi del suo tempo.
Gouffé fu uno dei primi membri dei commensali di Vaudeville.
Era il predecessore di Désaugiers e Béranger. Molte delle sue canzoni furono molto cantante dal pubblico come Plus on est de fous, plus on rit.
Collaborò anche con il Journal des Dames et des Modes tra il 1800 e il 1814 

## Opere
Teatro
- Cange, ou le commissionnaire bienfaisant , 1 atto, con Pierre Villiers, Parigi, Théâtre des Variétés, 31 ottobre 1794
- Les Bustes, ou Arlequin sculpteur , commedia in 1 atto e in prosa, mescolato con il vaudeville, con Pierre Villiers, Parigi, Théâtre des Variétés, 7 marzo 1795
- Les Deux Jocrisses, ou le Commerce à l'eau , vaudeville in 1 atto, Parigi, Variety Theater, 3 gennaio 1796
- Nicodème à Paris, ou la Décade et le Dimanche , il vaudeville in atto un, con Rouhier J. Deschamps, Parigi, Variety Theater 24 gennaio 1796
- Médard, fils de Gros-Jean , parodie d  'Oscar, fils d'Ossian, in due atti, Parigi, Théâtre des Variétés, 23 giugno 1796
- Nicaise , lirica in 1 atto, organizzato con arie, musica di Jean-Joseph Vadé, Parigi, Théâtre des Variétés, 27 giugno 1796
- Coco-Ricco , folie-vaudeville in 1 atto, Parigi, Théâtre d'emulazione, 14 aprile 1797
- La Nouvelle cacophonie, ou Faites donc aussi la paix , improvvisato pacifique in 1 atto, Parigi, Théâtre des Variétés, 4 maggio 1797
- Le Dîner d'un héros , tratto historique in 1 atto, in prosa, stravaganza, musica, canti e danze, con J. Rouhier-Deschamps, Parigi, Théâtre des Variétés, 24 gen 1798
- Le Chaudronnier de Saint-Flour , commedia in 1 atto, vaudeville, con Louis-Marin Henriquez, Parigi, Théâtre Louvois, 20 maggio 1798
- Clément Marot , anecdotique vaudeville in 1 atto, con Georges Duval, Parigi, Théâtre du Vaudeville, 8 maggio 1799
- Le Val-de-Vire, ou le Berceau du vaudeville , divertissement in 1 atto e in prosa, mescolato con vaudeville, con Georges Duval, Parigi, Théâtre des Troubadours, 7 giugno 1799
- Aéronaute Gilles, ou l'Amérique n'est pas loin , comédie-parade, in 1 atto, mescolato con vaudeville, con Jean-Michel-Pascal Buhan e Noël Aubin, Paris, Théâtre du Vaudeville, 24 luglio 1799
- Piron à Beaune , ânerie anecdotique in 1 atto e in prosa, mescolato con vaudeville, con Georges Duval, Parigi, Théâtre des Troubadours, 26 agosto 1799
- Vadé à la Grenouillère , folie poissarde in 1 atto e in prosa, mescolato con vaudeville, con Georges Duval, Parigi, Théâtre des Troubadours, 9 settembre 1799
- La Journée de Saint-Cloud, ou le 19 Brumaire , divertissement-vaudeville in 1 atto e in prosa, con François-Pierre-Auguste Léger e René de Chazet, Parigi, Théâtre des Troubadours, 14 novembre 1799
- Garrick doppia, ou les Deux acteurs anglais , commedia in 1 atto e in prosa mista a vaudeville, con Georges Duval, Parigi, Théâtre des Troubadours, 14 febbraio 1800
- Cri-Cri, ou le Mitron de la rue de l'Ourcine , folie-grivoise in 1 atto e nel vaudeville, con Georges Duval, Parigi, Théâtre des Variétés, 25 novembre 1800
- La Revue de l'an huit , suite di de la Revue de l'an six, comédie-vaudeville in 1 atto, con Michel Dieulafoy e René de Chazet, Parigi, Théâtre du Vaudeville, 28 novembre 1800
- Filippo il savoiardo, ou l'Origine des Ponts-neufs , divertissement in 1 atto e in prosa mista a vaudeville, con René de Chazet e Georges Duval, Parigi, Théâtre du Vaudeville, 5 gennaio 1801
- M. Seringa, ou la Fleur des apothicaires , sfilano in 1 atto e in prosa, mescolato con vaudeville, con Georges Duval, Parigi, Théâtre des Variétés, 31 maggio 1802
- Marmontel , commedia in 1 atto, in prosa, mescolato con vaudeville, con Tournay e Pierre-Ange Vieillard, Parigi, Théâtre du Vaudeville, 23 agosto 1802
- Clémence-Isaure, ou les Jeux Floraux , divertissement in 1 atto e in prosa mista a vaudeville, con Georges Duval, Parigi, Théâtre du Vaudeville, 23 giugno 1803
- Le Médecin turc , opéra-bouffon in 1 atto, con Pierre Villiers, musiche di Nicolas Isouard, Parigi, Théâtre National de l'Opéra-Comique, 19 novembre 1803
- Cassandre-Agamennone et Colombine-Cassandre , parodia di  Agamennone , in 1 atto, in prosa, mescolato con vaudeville, con Desfontaines-Lavallée e Pierre-Yves Barré, Parigi, Théâtre du Vaudeville, 2 dicembre 1803
- Les Pépinières de Vitry, ou le Premier de mai , divertissement in 1 atto, in prosa, mescolato con vaudeville, con Jean-Baptiste Radet, Parigi, Théâtre du Vaudeville, 1 maggio 1804
- Le Bouffe et le Tailleur , opéra-bouffon in 1 atto, con Pierre Villiers, musiche di Pierre Gaveaux, Parigi, Théâtre des Variétés, 21 giugno 1804
- L'Intrigue dans la hotte, il vaudeville in 1 atto, con Antoine Simonnin, Parigi, Théâtre des Variétés, 8 feb 1806
- Rodomonte, ou le Petit Don Quichotte , melodramma Heroi-comique in 3 atti, con Pierre Villiers e Nicolas Brazier, Parigi, Théâtre de la Gaîté, 7 marzo 1807
- Le Mariage de Charles Collé, ou la Tête à perruque , vaudeville n 1 atto, con Nicolas Brazier e Antoine Simonnin, Parigi, Théâtre des Variétés, 18 ottobre 1809
- Le Valet sans maître, ou la Comédie sans dénouement , Bluette in meno di 1 atto, in prosa, mescolato con distico s, con Pierre Villiere Nicolas Brazier, Parigi, Théâtre de la Gaîté, 7 marzo 1807
- Qui l'aura? ou l'Impromptu de village , presentato al divertissement H.R.H. il Duca di Gaete, Ministre des Finances, le jour de la fête de Mme Marie Hévin, 15 agosto 1813
- M. Beldam, ou la Femme sans le vouloir , commedia 1 atto, si mescolavano con vaudeville, con Pierre Villiers, Parigi, Théâtre des Variétés, 25 settembre 1816
- M. Mouton, ou la Journée Mystérieuse , il vaudeville in 1 atto, con Paul de Kock, Parigi, Théâtre de la Gaité, 1 ottobre 1818
- Le Duel et le déjeuner, ou les Comédiens joués, comédie-aneddoto in 1 atto e in prosa, mescolato con distici, con Paul Ledoux, Parigi, Théâtre des Variétés, 22 settembre 1818
- Le Retour à Valenciennes, ou Rentrons chez nous , il vaudeville in 1 atto, con Gabriel-Alexandre Belle, Parigi, Théâtre de la Porte-Saint-Martin, 1 dicembre 1818
- La Tante et la nièce, ou C'était moi, comédie-vaudeville in 1 atto, con Gabriel-Alexandre Belle, Parigi, Théâtre de la Gaité, 16 luglio 1824

Canzoni e poemi
- Ballon d'essai, ou Chansons et autres poésies, 1802
- Encore un ballon, ou Chansons et autres poésies nouvelles, 1807
- Le Dernier ballon, ou Recueil de chansons et autres poésies nouvelles, 1812
- La Goguette, chansonnier de table et de société, con Pierre-Jean de Béranger e Marc-Antoine Désaugiers, 1834
- Armand Gouffé et les tonneliers de Beaune, collection of poems, 1885

Varie
- L'Esprit du Caveau, ou Choix de chansons et pièces fugitives de Collé, Piron, Gallet, Favart, L'Attaignant, etc., preceduta da una nota storica per Armand Gouffé, 2 vol., 1805
- Correspondence with Joseph Sirven, 1886